# Trisetum macbridei
Trisetum macbridei är en gräsart som beskrevs av Albert Spear Hitchcock. Trisetum macbridei ingår i släktet glanshavren, och familjen gräs. Inga underarter finns listade i Catalogue of Life.